# Liste der Einträge im National Register of Historic Places im Knox County (Maine)
Die Liste der Registered Historic Places im Knox County führt alle Bauwerke und historischen Stätten des Knox Countys in Maine auf, die in das National Register of Historic Places aufgenommen wurden.

## Aktuelle Einträge
| [ 1 ] | Name                                        | Bild                                | Eintragsdatum                                   | Lage | Ort                         | Beschreibung                                                                            |
| ----- | ------------------------------------------- | ----------------------------------- | ----------------------------------------------- | --- | --------------------------- | --------------------------------------------------------------------------------------- |
| 1     | Ebenezer Alden House                        | Ebenezer Alden House                | 28. Apr. 1975 ID-Nr. 75000100                   | Maine State Route 131 44° 12′ 44″ N, 69° 16′ 3″ W                                                                                               | Union                       | Wohnhaus 1797 im Federal Style errichtet                                                |
| 2     | Allen Island                                |                                     | 15. Dez. 1983 ID-Nr. 83003646                   | Insel in der Muscongus Bay 43° 52′ 16″ N, 69° 18′ 42″ W                                                                                         | St. George                  | Insel in der Muscongus Bay                                                              |
| 3     | American Boathouse                          |                                     | 19. Feb. 1982 ID-Nr. 82000761                   | Atlantic Ave. 44° 12′ 40″ N, 69° 3′ 48″ W | Camden                      | Bootshaus aus dem Jahr 1904                                                             |
| 4     | American Eagle (Schoner)                    | American Eagle (Schoner)            | 4. Dez. 1991 ID-Nr. 91002064                    | Rockland Harbor 44° 6′ 32″ N, 69° 6′ 32″ W | Rockland                    | Schoner gebaut 1930                                                                     |
| 5     | Joe Amesbury Place                          |                                     | 11. März 1982 ID-Nr. 82000760                   | Anschrift wird nicht bekannt gegeben | North Haven                 | Archäologische Stätte                                                                   |
| 6     | Beechnut Hut Historic District              | weitere Bilder                      | 10. Juli 2003 ID-Nr. 03000617                   | 316 Beech Hill Rd. 44° 10′ 7″ N, 69° 6′ 15″ W                                                                                                   | Rockport                    | Naturschutzgebiet                                                                       |
| 7     | Bortz-Lewis Site                            |                                     | 11. März 1982 ID-Nr. 82000762                   | Anschrift wird nicht bekannt gegeben | North Haven                 | Archäologische Stätte                                                                   |
| 8     | Browns Head Light Station                   | Browns Head Light Station           | 27. Jan. 1983 ID-Nr. 83000460                   | Browns Head 44° 6′ 42″ N, 68° 54′ 35″ W | Vinalhaven                  | Leuchtturm 1857 erbaut                                                                  |
| 9     | Bull Rock                                   |                                     | 11. März 1982 ID-Nr. 82000763                   | Anschrift wird nicht bekannt gegeben | North Haven                 | Archäologische Stätte                                                                   |
| 10    | Benjamin Burton Garrison Site               |                                     | 9. Sep. 1983 ID-Nr. 83000461                    | Anschrift wird nicht bekannt gegeben | Cushing                     | Archäologische Stätte                                                                   |
| 11    | Cabot I Site                                |                                     | 11. März 1982 ID-Nr. 82000764                   | Anschrift wird nicht bekannt gegeben | North Haven                 | Archäologische Stätte                                                                   |
| 12    | Camden Great Fire Historic District         | Camden Great Fire Historic District | 9. Jan. 2007 ID-Nr. 06001221                    | Elm and Main Sts. 44° 12′ 35″ N, 69° 3′ 57″ W                                                                                                   | Camden                      | Historisches Viertel, nach dem Feuer von 1892 wurden die Gebäude im Jahr 1893 errichtet |
| 13    | Camden Opera House Block                    | Camden Opera House Block            | 29. Dez. 1986 ID-Nr. 86003539                   | Off U.S. Route 1 44° 12′ 32″ N, 69° 4′ 1″ W | Camden                      | Multifunktionsgebäude erbaut 1893                                                       |
| 14    | Camden Amphitheater and Public Library      | weitere Bilder                      | 27. Feb. 2013 ID-Nr. 13000285                   | 55 Main St. 44° 12′ 41,4″ N, 69° 3′ 51,1″ W | Camden                      | Bücherei 1927 erbaut                                                                    |
| 15    | Camden Yacht Club                           | Camden Yacht Club                   | 11. Jan. 1980 ID-Nr. 80000378                   | Bay View St. 44° 12′ 26″ N, 69° 3′ 43″ W | Camden                      | Yacht Club, gegründet 1906                                                              |
| 16    | Chestnut Street Historic District           | Chestnut Street Historic District   | 22. März 1991 ID-Nr. 91000325                   | Chestnut St. von Elm bis Beacon Ave., einschließlich Teile von Penobscot, Pleasant und Wood Sts. und Dillingham Pt. 44° 12′ 13″ N, 69° 3′ 43″ W | Camden                      | Historic District in Camden                                                             |
| 17    | The Common                                  | weitere Bilder                      | 7. Nov. 2007 ID-Nr. 07001151                    | Between Common and Burkett Rds. 44° 12′ 41″ N, 69° 16′ 30″ W                                                                                    | Union                       | 1790 angelegter Gemeindegrund, ältester in Maine                                        |
| 18    | Conway House                                | Conway House                        | 23. Dez. 1969 ID-Nr. 69000010                   | Conway Rd. 44° 12′ 1″ N, 69° 4′ 52″ W | Camden                      | um 1770 erbaut, eines der ältesten Gebäude in Maine                                     |
| 19    | Crocker Site                                |                                     | 11. März 1982 ID-Nr. 82000765                   | Anschrift wird nicht bekannt gegeben | North Haven                 | Archäologische Stätte                                                                   |
| 20    | Curtis Island Light                         | weitere Bilder                      | 17. Mai 1973 ID-Nr. 73000263                    | 3.8 miles von Camden Harbor in der Penobscot Bay 44° 12′ 7″ N, 69° 3′ 3″ W                                                                      | Camden                      | Leuchtturm aus dem Jahr 1835                                                            |
| 21    | Farnsworth Homestead                        | weitere Bilder                      | 25. Mai 1973 ID-Nr. 73000241                    | 21 Elm St. 44° 6′ 11″ N, 69° 6′ 39″ W | Rockland                    | erbaut 1854, heute Museum                                                               |
| 22    | Finnish Congregational Church and Parsonage | weitere Bilder                      | 24. Juni 1994 ID-Nr. 94000639                   | Ostseite der Maine State Route 131, 0.9 miles südlich der Kreuzung mit dem U.S. Highway 1 44° 4′ 18″ N, 69° 9′ 43″ W                            | South Thomaston             | Kirche, erbaut 1921, Ausdruck finnisch-amerikanischer Kultur                            |
| 23    | Gaunt Neck Site Complex                     |                                     | 28. Dez. 2005 ID-Nr. 05001467                   | Anschrift wird nicht bekannt gegeben | Cushing                     | Archäologische Stätte                                                                   |
| 24    | Georges River Canal                         | Georges River Canal                 | 5. März 1970 ID-Nr. 70000048                    | Upper Falls des Georges River in Warren 44° 15′ 0″ N, 69° 15′ 0″ W                                                                              | Appleton, Union, and Warren | historischer Kanal aus dem Jahr 1794                                                    |
| 25    | Goose Rocks Light Station                   | weitere Bilder                      | 21. Jan. 1988 ID-Nr. 87002267                   | östlicher Eingang des Fox Islands Thorofares 44° 8′ 7″ N, 68° 49′ 52″ W                                                                         | North Haven                 | Leuchtturm erbaut 1890                                                                  |
| 26    | Grace Bailey (Scooner)                      | weitere Bilder                      | 1. Okt. 1990 ID-Nr. 90001466                    | Camden Harbor 44° 12′ 36″ N, 69° 3′ 50″ W | Camden                      | National Historic Landmark                                                              |
| 27    | Gooden Grant House                          |                                     | 18. Dez. 2013 ID-Nr. 13000926                   | 1 Head Harbor 44° 1′ 27,3″ N, 68° 37′ 7,1″ W | Isle au Haut                | Wohnhaus, erbaut 1911 im Queen-Anne-Stil                                                |
| 28    | Gushee Family House                         |                                     | 8. Okt. 1998 ID-Nr. 98001235                    | 2868 Sennebec Rd. 44° 17′ 13″ N, 69° 14′ 54″ W                                                                                                  | Appleton                    | Gut erhaltene, 1833 errichtete ländliche Farm                                           |
| 29    | Heron Neck Light Station                    | Heron Neck Light Station            | 21. Jan. 1988 ID-Nr. 87002266                   | Heron Neck on Greens Island 44° 1′ 31″ N, 68° 51′ 45″ W                                                                                         | Vinalhaven                  | Leuchtturm erbaut 1854                                                                  |
| 30    | High Street Historic District               | High Street Historic District       | 5. Jan. 1989 ID-Nr. 99001186 88001843, 99001186 | Roughly High St. between Main St. und Sherman Point Rd., ebenso die Kreuzung Main St. und Atlantic Ave. 44° 12′ 58″ N, 69° 3′ 40″ W             | Camden                      | Wohnbezirk, mit Gebäuden aus dem 19. Jahrhundert                                        |
| 31    | Indian Island Light Station                 | Indian Island Light Station         | 23. März 1988 ID-Nr. 87002539                   | Indian Island in Rockport Harbor 44° 9′ 55″ N, 69° 3′ 42″ W                                                                                     | Rockport                    | Leuchtturm aus dem Jahr 1850, heutiger Turm wurde 1875 erbaut                           |
| 32    | Isaac H. Evans (schooner)                   | weitere Bilder                      | 4. Dez. 1991 ID-Nr. 91002061                    | Rockland Harbor 44° 6′ 32″ N, 69° 6′ 32″ W | Rockland                    | National Historic Landmark                                                              |
| 33    | Isle Au Haut Light Station                  | Isle Au Haut Light Station          | 21. Jan. 1988 ID-Nr. 87002265                   | Robinson Point 44° 3′ 53″ N, 68° 39′ 7″ W | Isle Au Haut                | Leuchtturm aus dem Jahr 1907                                                            |
| 34    | J. & E. Riggin (schooner)                   | weitere Bilder                      | 4. Dez. 1991 ID-Nr. 91002062                    | Rockland Harbor 44° 6′ 26″ N, 69° 6′ 23″ W | Rockland                    | National Historic Landmark                                                              |
| 35    | Thomas King Inscription                     |                                     | 7. Mai 1979 ID-Nr. 79000152                     | Anschrift wird nicht bekannt gegeben | Cushing                     | Archäologische Stätte                                                                   |
| 36    | Knox County Courthouse                      | weitere Bilder                      | 18. Apr. 1977 ID-Nr. 77000075                   | 62 Union St. 44° 6′ 14″ N, 69° 6′ 43″ W | Rockland                    | Gerichtsgebäude des Knox Countys, erbaut im Jahr 1874                                   |
| 37    | Land's End Historic District                | weitere Bilder                      | 8. Sep. 2011 ID-Nr. 11000633                    | Marshall Point & Cottage Rds., Lentine & Land's End Lns. 43° 55′ 16″ N, 69° 15′ 19″ W                                                           | Saint George                | Sommerkolonie, erbaut im 20. Jahrhundert                                                |
| 38    | Lermond Mill                                | Lermond Mill                        | 27. Dez. 1984 ID-Nr. 84000499                   | Payson Rd. 44° 12′ 51″ N, 69° 13′ 28″ W | Union                       | historischer Mühlenkomplex aus dem frühen 19. Jahrhundert                               |
| 39    | Lewis R. French (schooner)                  | weitere Bilder                      | 4. Dez. 1991 ID-Nr. 82005263                    | Camden Harbor 44° 12′ 37,4″ N, 69° 3′ 45,7″ W                                                                                                   | Camden                      | National Historic Landmark                                                              |
| 40    | Main Street Historic District               | Main Street Historic District       | 7. Juni 1978 ID-Nr. 11000991 78000182, 11000991 | Main St. von Limerock to Winter Sts.; auch 428-497 Main St. 44° 6′ 14″ N, 69° 6′ 34″ W                                                          | Rockland                    | historischer kommerzieller Distrikt in Rockland                                         |
| 41    | Marshall Point Light Station                | weitere Bilder                      | 23. März 1988 ID-Nr. 87002262                   | Marshall Point in Port Clyde Harbor 43° 55′ 2″ N, 69° 15′ 42″ W                                                                                 | Port Clyde                  | Leuchtturm gegründet 1832                                                               |
| 42    | Matinicus Rock Light Station                | weitere Bilder                      | 14. März 1988 ID-Nr. 88000149                   | Matinicus Rock 43° 47′ 6″ N, 68° 51′ 16″ W | Matinicus Isle              | Leuchtturm, erbaut 1827                                                                 |
| 43    | Joseph and Hannah Maxcy Homestead           | Joseph and Hannah Maxcy Homestead   | 28. Juli 2004 ID-Nr. 04000743                   | 630 S. Union Rd. 44° 11′ 47″ N, 69° 15′ 50″ W                                                                                                   | Union                       | Wohnhaus aus dem Jahr 1802                                                              |
| 44    | Megunticook Golf Club                       | weitere Bilder                      | 22. Juli 1993 ID-Nr. 93000636                   | 212 Calderwood Ln. 44° 11′ 3″ N, 69° 3′ 49″ W                                                                                                   | Rockport                    | Golf Club gegründet 1912                                                                |
| 45    | Mercantile (schooner)                       | Mercantile (schooner)               | 1. Okt. 1990 ID-Nr. 90001470 82005265, 90001470 | Camden Harbor 44° 12′ 38″ N, 69° 3′ 46″ W | Camden                      | National Historic Landmark                                                              |
| 46    | Mosquito Island House                       | Mosquito Island House               | 29. Sep. 1983 ID-Nr. 83000462                   | South of St. George on Mosquito Island 43° 55′ 21″ N, 69° 13′ 22″ W                                                                             | St. George                  | Wohnhaus im Cape Stil                                                                   |
| 47    | Mullen's Cove                               |                                     | 30. März 1984 ID-Nr. 84001382                   | Anschrift wird nicht bekannt gegeben | North Haven                 | Archäologische Stätte                                                                   |
| 48    | Murch Family House                          |                                     | 25. März 1993 ID-Nr. 93000205                   | Southeastern side of Calderwood Neck, 2 miles northeast of North Haven Rd. 44° 6′ 0″ N, 68° 49′ 5″ W                                            | Vinalhaven                  | Wohnhaus aus Granit im Jahr 1855 errichtet                                              |
| 49    | Norumbega                                   | Norumbega                           | 12. Juli 1974 ID-Nr. 74000174                   | High St. 44° 13′ 4″ N, 69° 3′ 26″ W | Camden                      | Wohnhaus errichtet von 1886–87 für den Erfinder Joseph Barker Stearns                   |
| 50    | Norumbega Carriage House                    |                                     | 19. Feb. 1982 ID-Nr. 82000766                   | High St. 44° 13′ 0″ N, 69° 3′ 25″ W | Camden                      | Kutschenhaus des Norumbega Castle                                                       |
| 51    | Olson House                                 | Olson House                         | 31. Aug. 1995 ID-Nr. 93001114                   | Eastern side of Hathorn Point Rd. 43° 58′ 54″ N, 69° 16′ 9″ W                                                                                   | South Cushing vicinity      | Andrew Wyeth verbrachte hier 30 Sommer. National Historic Landmark                      |
| 52    | Owls Head Light Station                     | weitere Bilder                      | 18. Jan. 1978 ID-Nr. 78000183                   | Northeast of Owls Head on W. Penobscot Bay 44° 5′ 30″ N, 69° 2′ 41″ W                                                                           | Owls Head                   | Leuchtturm, erbaut 1825                                                                 |
| 53    | Pleasant River Grange No. 492               |                                     | 8. Okt. 1999 ID-Nr. 99001190                    | Round Island Rd., 0.15 miles östlich der Kreuzung mit der N. Haven Rd. 44° 4′ 33″ N, 68° 50′ 20″ W                                              | Vinalhaven                  | historische Versammlungshalle                                                           |
| 54    | Rankin Block                                | Rankin Block                        | 7. Nov. 1978 ID-Nr. 78000184                    | 600-610 Main St. 44° 6′ 32″ N, 69° 6′ 38″ W | Rockland                    | Geschäftsgebäude aus dem Jahr 1853                                                      |
| 55    | Rockland Breakwater                         | Rockland Breakwater                 | 11. Apr. 2003 ID-Nr. 03000203                   | South of Jameson Point 44° 6′ 14″ N, 69° 4′ 41″ W                                                                                               | Rockland                    | Wellenbrecher des Hafens von Rockland                                                   |
| 56    | Rockland Breakwater Lighthouse              | weitere Bilder                      | 20. März 1981 ID-Nr. 81000067                   | Rockland Harbor 44° 6′ 14″ N, 69° 4′ 40″ W | Rockland                    | Leuchtturm am Wellenbrecher von Rockland, errichtet im Jahr 1902                        |
| 57    | Rockland Public Library                     | weitere Bilder                      | 10. Juli 1979 ID-Nr. 79000153                   | Union St. 44° 6′ 19″ N, 69° 6′ 45″ W | Rockland                    | Öffentliche Bücherei von Rockland, erbaut 1903–04                                       |
| 58    | Rockland Railroad Station                   | Rockland Railroad Station           | 7. Feb. 1978 ID-Nr. 78000327                    | Union St. 44° 6′ 3″ N, 69° 6′ 41″ W | Rockland                    | Bahnhof von Rockland aus dem Jahr 1917                                                  |
| 59    | Rockland Residential Historic District      | weitere Bilder                      | 15. Apr. 1987 ID-Nr. 86003513                   | Begrenzt von der Granite, Union, Masonic, Broad, Limerock, and Broadway Sts. 44° 6′ 18″ N, 69° 6′ 53″ W                                         | Rockland                    | Historischer Bezirk mit Gebäuden aus dem frühen 18. Jahrhundert                         |
| 60    | Rockland Turntable and Engine House         | weitere Bilder                      | 24. Juni 1993 ID-Nr. 90001953                   | Park St. west of the Rockland railroad station 44° 6′ 4″ N, 69° 7′ 23″ W                                                                        | Rockland                    | Eisenbahndrehscheibe aus dem Jahr 1921                                                  |
| 61    | Rockport Historic District                  | weitere Bilder                      | 28. Mai 1976 ID-Nr. 76000099                    | Irregular pattern along Pascal Ave. from Russell, Union, and Winter Sts. on the north to School St. on the south 44° 11′ 8″ N, 69° 4′ 28″ W     | Rockport                    | historischer Bezirk mit Gebäuden aus der Mitte des 19. Jahrhunderts                     |
| 62    | Rockport Historic Kiln Area                 | weitere Bilder                      | 26. Jan. 1970 ID-Nr. 70000090                   | On the western side of the mouth of the Goose River at its confluence with Rockport Harbor 44° 11′ 11″ N, 69° 4′ 27″ W                          | Rockport                    | historisches Gebiet der Kalkverarbeitung, darunter sieben Kalkbrennöfen                 |
| 63    | Saddleback Ledge Light Station              | weitere Bilder                      | 14. März 1988 ID-Nr. 88000158                   | Saddleback Ledge at Isle Au Haut Bay 44° 0′ 51″ N, 68° 43′ 36″ W                                                                                | Vinalhaven                  | Leuchtturm, erbaut im Jahr 1839                                                         |
| 64    | Sail Loft                                   | Sail Loft                           | 28. Okt. 1977 ID-Nr. 77000076                   | Off Maine State Route 131 43° 57′ 55″ N, 69° 12′ 36″ W                                                                                          | Tenants Harbor              | Geschäftsgebäude, erbaut im Jahr 1860                                                   |
| 65    | Security Trust Building                     | Security Trust Building             | 20. Jan. 1978 ID-Nr. 78000185                   | Elm and Main Sts. 44° 6′ 13″ N, 69° 6′ 35″ W | Rockland                    | Geschäftsgebäude, erbaut im Jahr 1912                                                   |
| 66    | Spite House                                 | weitere Bilder                      | 13. Aug. 1974 ID-Nr. 74000175                   | Deadman's Point 44° 10′ 31″ N, 69° 3′ 18″ W | Rockport                    | Wohnhaus, im Jahr 1806 im Federal-Stil errichtet                                        |
| 67    | Star of Hope Lodge                          |                                     | 19. Feb. 1982 ID-Nr. 82000767                   | Maine St. 44° 2′ 52″ N, 68° 49′ 59″ W | Vinalhaven                  | Geschäfts- und Verbindungsgebäude, erbaut im Jahr 1885                                  |
| 68    | Stephen Taber (schooner)                    | weitere Bilder                      | 30. Juli 1984 ID-Nr. 84001386                   | Rockland Harbor 44° 6′ 20,2″ N, 69° 6′ 27″ W | Rockland                    | National Historic Landmark                                                              |
| 69    | Strand Theatre                              | Strand Theatre                      | 2. Dez. 2004 ID-Nr. 04001284                    | 345 Main St. 44° 6′ 10″ N, 69° 6′ 33″ W | Rockland                    | Theater, erbaut im Jahr 1923                                                            |
| 70    | Surprise (schooner)                         | Surprise (schooner)                 | 14. Juni 1991 ID-Nr. 91000771                   | Camden Harbor 44° 12′ 38″ N, 69° 3′ 48″ W | Camden                      | Schoner, gebaut 1917–18                                                                 |
| 71    | Tenants Harbor Light Station                | Tenants Harbor Light Station        | 20. Nov. 1987 ID-Nr. 87002026                   | Southern Island 43° 57′ 43″ N, 69° 11′ 18″ W | St. George                  | Leuchtturm aus dem Jahr 1857                                                            |
| 72    | Thomaston Historic District                 | weitere Bilder                      | 2. Mai 1974 ID-Nr. 74000176                     | Runs along US 1 between Wadsworth St. and State Route 131 44° 4′ 38″ N, 69° 10′ 54″ W                                                           | Thomaston                   | historischer Bezirk, mit Siedlung aus dem 17. Jahrhundert                               |
| 73    | George Thorndike House                      | George Thorndike House              | 11. Jan. 1983 ID-Nr. 83000463                   | State Route 73 44° 3′ 21,1″ N, 69° 7′ 22,9″ W                                                                                                   | South Thomaston             | Wohnhaus aus dem Jahr 1855                                                              |
| 74    | Tillson Farm Barn                           | Tillson Farm Barn                   | 18. Dez. 1990 ID-Nr. 90001902                   | Warrenton Rd. southeast of its junction with Commercial St. 44° 7′ 49″ N, 69° 5′ 23″ W                                                          | Glen Cove                   | Scheune einer Farm, um 1880 gebaut                                                      |
| 75    | Gen. Davis Tillson House                    | Gen. Davis Tillson House            | 11. Jan. 1983 ID-Nr. 83000464                   | 157 Talbot Ave. 44° 6′ 34″ N, 69° 7′ 19″ W | Rockland                    | Wohnhaus, gebaut 1853 im Stil der Neugotik                                              |
| 76    | Tolman Cemetery                             | Tolman Cemetery                     | 12. Okt. 2017 ID-Nr. 100001741                  | 39 Lake Ave. 44° 7′ 33″ N, 69° 7′ 14,3″ W | Rockland                    | historischer Friedhof                                                                   |
| 77    | Turner Farm II                              |                                     | 11. März 1982 ID-Nr. 82000768                   | Anschrift wird nicht bekannt gegeben | North Haven                 | Archäologische Stätte                                                                   |
| 78    | Turner Farm Site                            |                                     | 26. März 1976 ID-Nr. 76000100                   | Anschrift wird nicht bekannt gegeben | North Haven                 | Archäologische Stätte                                                                   |
| 79    | Union Church of Vinalhaven                  |                                     | 19. Juli 1984 ID-Nr. 84001388                   | E. Main St. 44° 2′ 54″ N, 68° 49′ 52″ W | Vinalhaven                  | Kirche, erbaut im Jahr 1899                                                             |
| 80    | Union Meeting House (Appleton)              |                                     | 8. Okt. 2014 ID-Nr. 14000836                    | 2875 Sennebec Rd. 44° 17′ 15″ N, 69° 14′ 51″ W                                                                                                  | Appleton                    | Kirchengebäude, erbaut im Jahr 1848                                                     |
| 81    | Union Town House (Former)                   | Union Town House (Former)           | 31. Dez. 2001 ID-Nr. 01001419                   | 128 Town House Rd. 44° 12′ 47″ N, 69° 16′ 30″ W                                                                                                 | Union                       | historisches Verwaltungsgebäude aus dem Jahr 1840                                       |
| 82    | US Post Office-Camden Main                  | weitere Bilder                      | 25. Sep. 1986 ID-Nr. 86002960                   | Chestnut St. 44° 12′ 31″ N, 69° 3′ 53″ W | Camden                      | Postamt, erbaut im Jahr 1913                                                            |
| 83    | Victory Chimes (Schooner)                   | weitere Bilder                      | 24. Juni 1996 ID-Nr. 93000637                   | North End Shipyard, Rockland Harbor 44° 6′ 41″ N, 69° 6′ 14″ W                                                                                  | Rockland                    | National Historic Landmark                                                              |
| 84    | The Vinalhaven Galamander                   |                                     | 1. Juli 1970 ID-Nr. 70000049                    | Bandstand Park 44° 2′ 52,5″ N, 68° 49′ 52,5″ W                                                                                                  | Vinalhaven                  | Fahrzeug zum Transport von Steinen                                                      |
| 85    | Vinalhaven Public Library                   |                                     | 5. Jan. 1989 ID-Nr. 88003014                    | Carver St. 44° 2′ 55″ N, 68° 49′ 55″ W | Vinalhaven                  | Bücherei, erbaut im Jahr 1906                                                           |
| 86    | Moses Webster House                         |                                     | 1. Apr. 1998 ID-Nr. 98000309                    | Atlantic Ave., 0.05 miles east of the junction of Main St. and Atlantic Ave. 44° 2′ 51″ N, 68° 49′ 53″ W                                        | Vinalhaven                  | Wohnhaus, erbaut im Jahr 1873                                                           |
| 87    | Wharf House                                 |                                     | 16. Okt. 1991 ID-Nr. 91001508                   | Southeast of the junction of Main and Smith Sts. 44° 7′ 37″ N, 68° 52′ 16″ W                                                                    | North Haven                 | Wohnhaus, erbaut im Jahr 1912                                                           |
| 88    | Whitehead Lifesaving Station                |                                     | 12. Okt. 1988 ID-Nr. 88001839                   | Southern side of Whitehead Island 43° 58′ 43″ N, 69° 7′ 57″ W                                                                                   | Sprucehead                  |                                                                                         |
| 89    | Whitehead Light Station                     | Whitehead Light Station             | 14. März 1988 ID-Nr. 88000154                   | Eastern side of Whitehead Island 43° 58′ 47″ N, 69° 7′ 30″ W                                                                                    | Tenants Harbor              | Leuchtturm aus dem Jahr 1807, heutiges Gebäude wurde 1852 errichtet                     |
| 90    | Whitney Farm                                | weitere Bilder                      | 17. März 2015 ID-Nr. 15000087                   | 215 Whitney Rd. 44° 19′ 44,4″ N, 69° 13′ 49,8″ W                                                                                                | Appleton                    | historische Farm um 1825 gegründet                                                      |
| 91    | Timothy and Jane Williams House             | Timothy and Jane Williams House     | 21. Dez. 2005 ID-Nr. 05001441                   | 34 Old County Rd. 44° 6′ 9″ N, 69° 8′ 34″ W | Rockland                    | Wohngebäude aus dem Jahr 1859                                                           |

## Ehemalige Einträge
| [ 1 ] | Name                 | Bild | Eintragsdatum                 | Lage                                    | Ort      | Beschreibung |
| ----- | -------------------- | ---- | ----------------------------- | --------------------------------------- | -------- | ------------ |
| 1     | Knott Crockett House |      | 14. Okt. 1993 ID-Nr. 93001112 | 750 Main St. 44° 6′ 43″ N, 69° 6′ 26″ W | Rockland |              |